# Овсяница алтайская
Овсяница алтайская (лат. Festuca altaica) — многолетнее травянистое растение, вид рода Овсяница (Festuca) семейства Злаки (Poaceae). Распространена в палеарктическом регионе от Центральной Азии и в восточной Северной Америке.

## Ботаническое описание

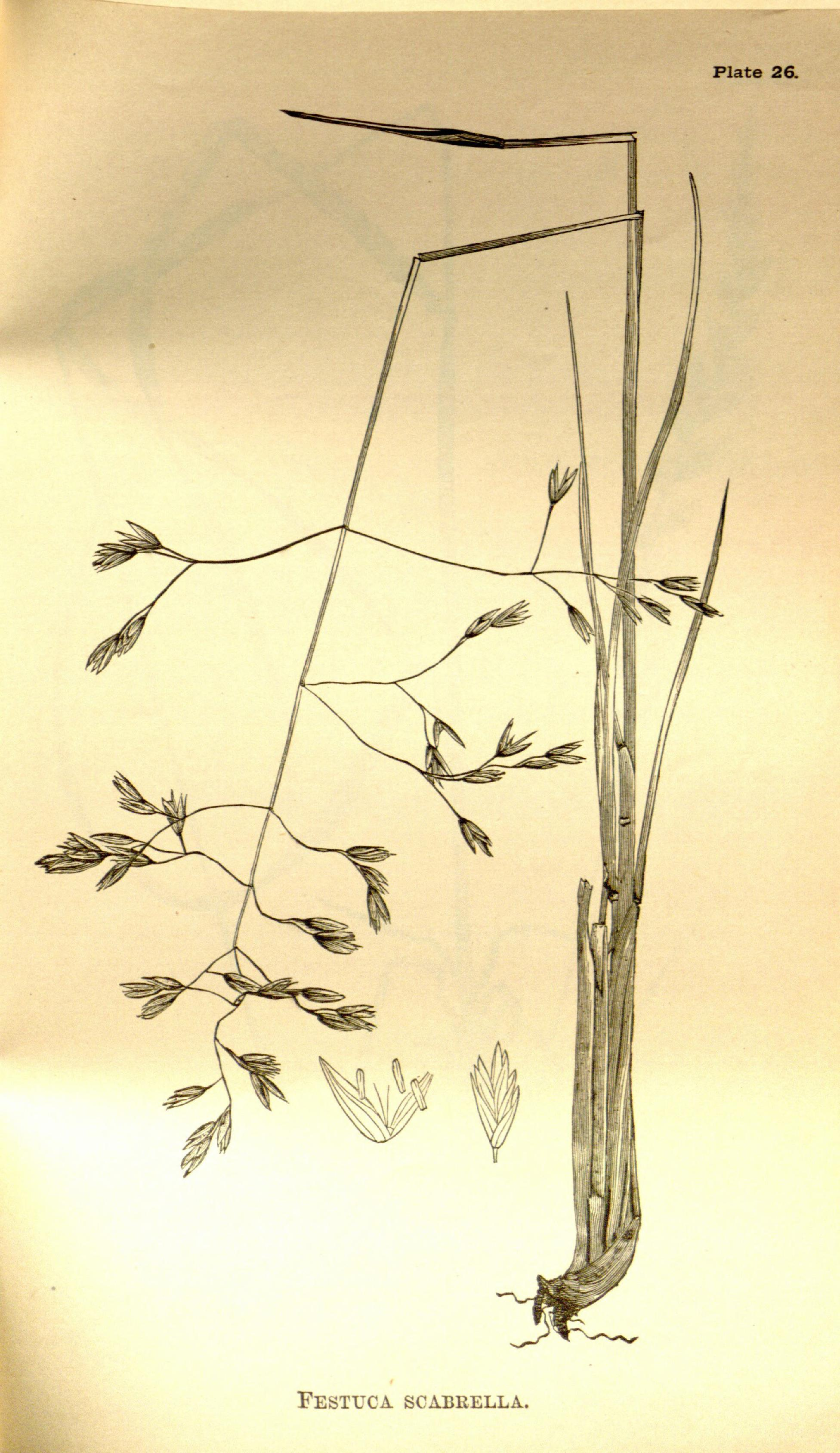
Festuca scabrella. Иллюстрация 1888 года.

Овсяница алтайская — многолетняя трава. Корневище короткое, из которого растут множественные стебли высотой обычно 30-90 см, но могут достигать 120 см. Наружная поверхность листьев густо покрыта короткими волосками. Лигула длиной 0,1-0,6 мм. Соцветие — раскидистые метёлки. Колоски длиной 8-14 мм от пурпурного до коричневого цвета с 3-6 цветками. Цветёт и плодоносит с конца весны до осени.

## Таксономия
Вид был впервые описан в 1829 году Карлом Бернхардом фон Триниусом, который описал его в раздел о травах в книге Flora Altaica, основным автором которой был Карл Фридрих фон Ледебур. Festuca scabrella была описана в 1840 году Джоном Торри в книге Уильяма Джексона Гукера Flora Boreali-Americana. В 1942 году F. scabrella была отнесена к подвиду овсяницы алтайской, а в 1957 году — к разновидности. В настоящее время считается синонимом F. altaica.

## Распространение и экология
Овсяница алтайская широко распространена в Палеарктике. В Азии произрастает в Сибири, на Дальнем Востоке России, в Казахстане, Монголии и в регионе Синьцзян в Китае. В Северной Америке распространена по всей Субарктике, на западе Канады, в некоторых частях восточной Канады (провинции Ньюфаундленд и Лабрадор и Квебек) и в штате Мичиган в США. Как Festuca scabrella является травой-символом канадской провинции Альберта, где она составляет существенную часть пастбищ.

## Значение и применение
До наступления колошения вполне удовлетворительно поедается крупным рогатым скотом и лошадьми, позже сильно грубеет.